# Фружина
Фружина (мађ:Fruzsina) је мађарско женско име. Проистекло је из грчког женског имена Еуфрозина (Eufrozina). Има значење: весело, радосно.

## Имендани
- 1. јануар.
- 25. септембар.

## Варијације имена
- Ружинка - (Ruzsinka)

## Познате личности
- Мађарска краљица Фружина - (мађ:Fruzsina magyar királyné), кијевска кнегиња, жена мађарског краља Гезе II. (мађ:II. Géza)